# Бурос-Центральный
|  |

|  |  |  |

|  |

|  |

|  |

|  |

|  |

|  |

|  |

|  |

|  |

|  |

|  |

|  |

|  |

|  |

|  |

|  |

|  |

|  |

|  |

|  |

|  |

|  |

|  |

|  |

|  |

|  |

|  |

|  |

|  |

|  |

|  |

|  |

|  |

|  |

|  |

|  |

|  |

|  |

|  |

|  |

|  |

|  |

|  |

|  |

|  |

|  |

|  |

|  |

|  |

|  |

|  |

|  |

|  |

|  |

|  |

|  |

|  |

|  |

|  |  |  |

|  |  |  |

|  |

|  |

|  |

|  |

|  |

|  |

|  |

|  |

|  |

|  |

|  |  |  |

|  |  |  |

|  |  |  |

|  |  |  |

|  |  |  |

| 0   |
| 296 |

|  |  |  |

|  |  |  |

|  |  |  |

|  |  |  |

|  |  |  |

|  |  |  |

|  |  |  |

|  |  |  |

|  |  |  |

|  |  |  |

|  |  |  |  |  |

|  |  |  |

|  |  |  |

|  |  |  |

|  |

|  |

|  |

|  |

|  |

|  |

|  |

|  |

|  |

|  |

|  |

|  |

Бурос-Центральный (швед. Borås centralstation, также официально называется швед. Borås C) — железнодорожная станция в городе Бурос в лене Вестра-Гёталанд в Швеции. В 2001 году вокзал станции Бурос-Центральный был признан памятником архитектуры Швеции.

## История

### Бурос-Верхний
Первой железной дорогой, пришедшей в Бурос, было ответвление от Западной магистрали — отходящая от неё на юг линия Бурос - Херрьюнга, ныне часть линии Эльвсборг. Буросская железная дорога, как она первоначально называлась, и станция, изначально называвшаяся просто Бурос, были открыты 30 июля 1863 года в присутствии короля Швеции и Норвегии Карла XV. Деревянное здание вокзала было спроектированное Адрианом Петерсоном. Путевое хозяйство станции Бурос, с 1894 года называвшейся Бурос-Верхний, развивалось и выросло до шести станционных путей. В 350 метрах к северу от станции находилось кирпичное веерное депо со стойлами для пяти паровозов, с шестиметровым поворотным кругом перед ним.

### Бурос-Нижний
В течение 1880-х годов в Бурос пришли ещё две линии железной дороги: с юго-запада линия Варберг — Бурос и с юга линия Кинд. Четвёртой железной дорогой в Буросе стала идущая в город с запада линия Гётеборг - Бурос, строительство которой было завершено в 1894 году. На этой линии была построена новая станция на месте бывшего остановочного пункта на линии Варберг — Бурос. Эта железнодорожная станция получила название Бурос-Нижний. Тогда же первоначальная станция Бурос стала называться Бурос-Верхний.
В 1902-03 годах была построена линия Бурос - Алвеста, а в 1917 году ещё одна — линия Бурос - Ульрисехамн. Обе линии начинались на станции Бурос-Нижний и шли из города на юго-восток.

### Бурос-Центральный
В течение первых десятилетий XX века между компаниями — владельцами железнодорожных линий развивалось все более тесное сотрудничество, и в 1930 году они объединились. Станция Бурос-Нижний стала общим для всех линий железнодорожным узлом, название станции было изменено на Бурос-Центральный.
Станция Бурос-Верхний, оставшаяся на линии Эльвсборг, сохранила свое название. После 1930 года она постепенно утрачивала свое значение как грузовая станция, а с мая 1968 года перестала функционировать и как пассажирская станция. Вокзал, построенный Адрианом Петерсоном, однако сохранился и по настоящее время используется в качестве офисного здания различными компаниями.

## Вокзал
Здание вокзала станции Бурос-Центральный было спроектировано архитектором Адрианом Петерсоном в сотрудничестве с его сыном Карлом Криспином, который тогда был частнопрактикующим архитектором в Буросе.

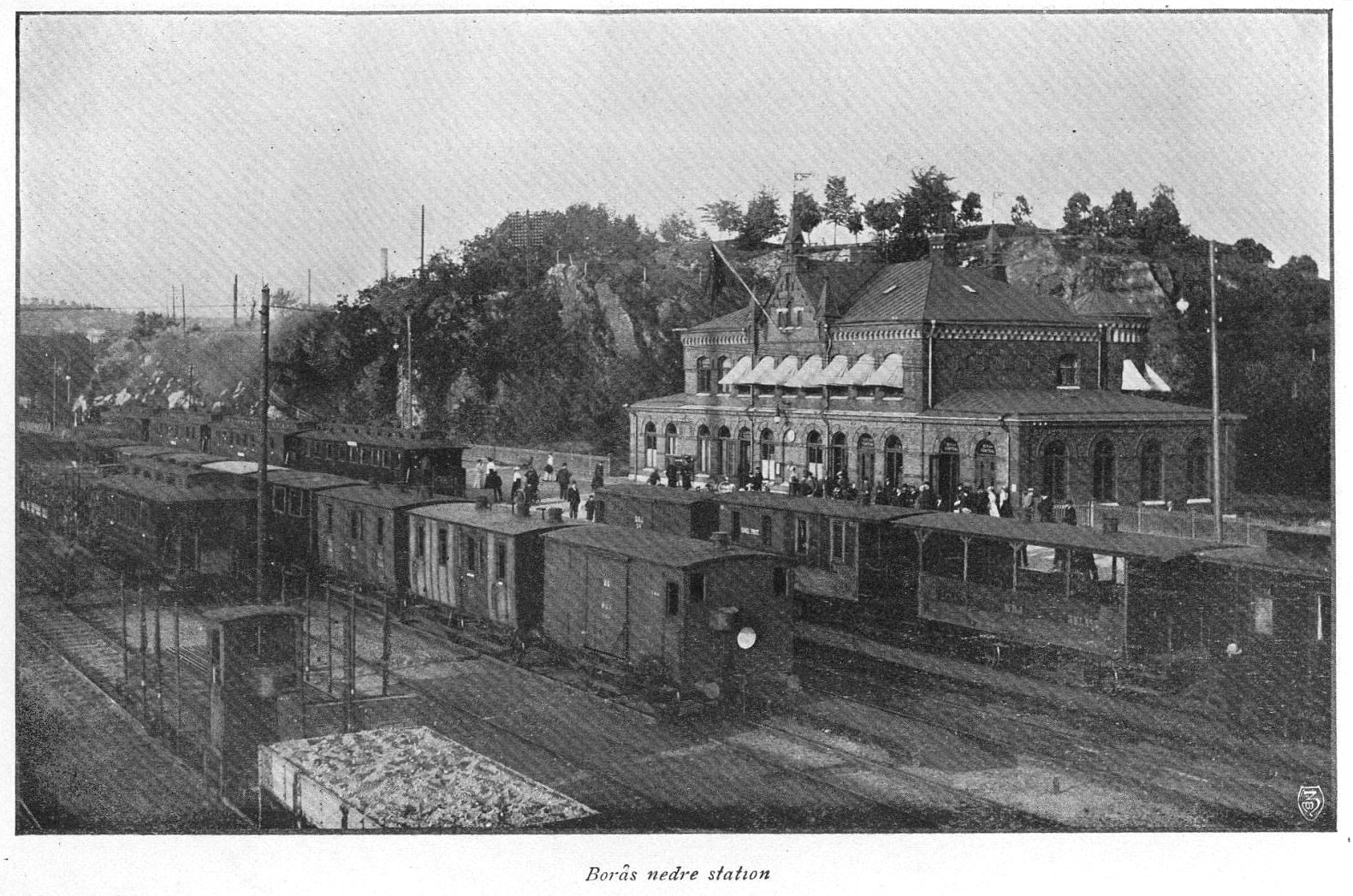
Вокзал станции, тогда ещё Бурос-Нижний, в 1904 г. Боковые крылья ещё не пристроены

Внешний вид здания строго симметричен, с подчеркнутой двухэтажной центральной секцией, которая изначально фланкировалась с обеих сторон одноэтажными объёмами с двумя оконными проемами.
Средняя часть фасада здания вокзала со стороны города выделена двумя круглыми башнями и треугольным фронтоном в центре над главным входом, обрамленным небольшими башенками. Мотив круглых арок над оконными проемами первого этажа, обрамленных Архивольтами из полос кирпичной кладки, придает зданию массивность и раздвигает его горизонтально, круглые арки также используется в башнях и в окнах второго этажа средней части здание. Вертикальный эффект создается фронтоном с башенками по краям и усиливается коваными кузнечными деталями шпилей башенок и флагштоков с флюгерами над фронтоном, а также сегментной аркой над окнами второго этажа центральной части здания.
Строительные материалы, использованные для здания вокзала — это в основном природный камень и клинкерный кирпич. Крыша здания вокзала покрыта зелёным листовым железом.

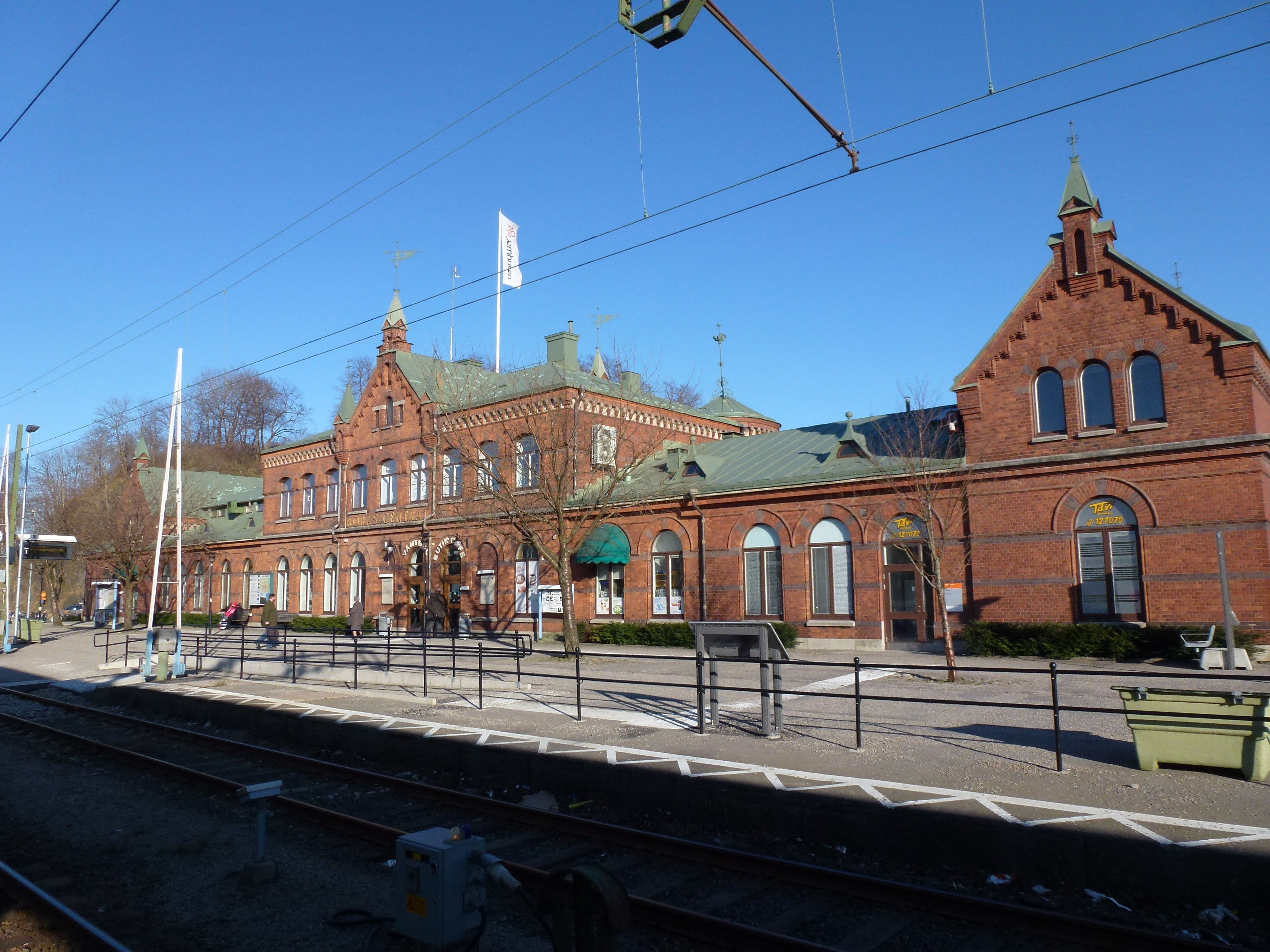
Современный вид вокзала со стороны путей

Зал ожидания имеет большие двустворчатые окна с арочными завершениями. С фасадов архивольты надоконных арок выложены красными кирпичами, перемежающимися с коричневыми. Три окна верхнего этажа в средней части фасада здания вокзала со стороны города обрпмлены сверху большой сегментной аркой.
Увеличение объёма перевозок в начале XX века потребовало расширения как станции, так и здания вокзальных. Боковые секции здания были расширены ещё на три оконных проема и обрамлены боковыми двухэтажными флигелями с фронтонами, аналогичными по архитектуре фронтону средней части.
Интерьер вокзала также несколько раз претерпел изменения за годы существования здания, последний раз это произошло в 1991 году, когда зал ожидания был перекрашен, а в здании вокзала были заменены входные двери.
27 августа 1986 года постановлением правительства здание вокзала было признано государственным памятником архитектуры Швеции. 1 января 2001 года этот статус был подтвержден в соответствии с главой 3 Закона о культурном наследии Швеции.

## Галерея

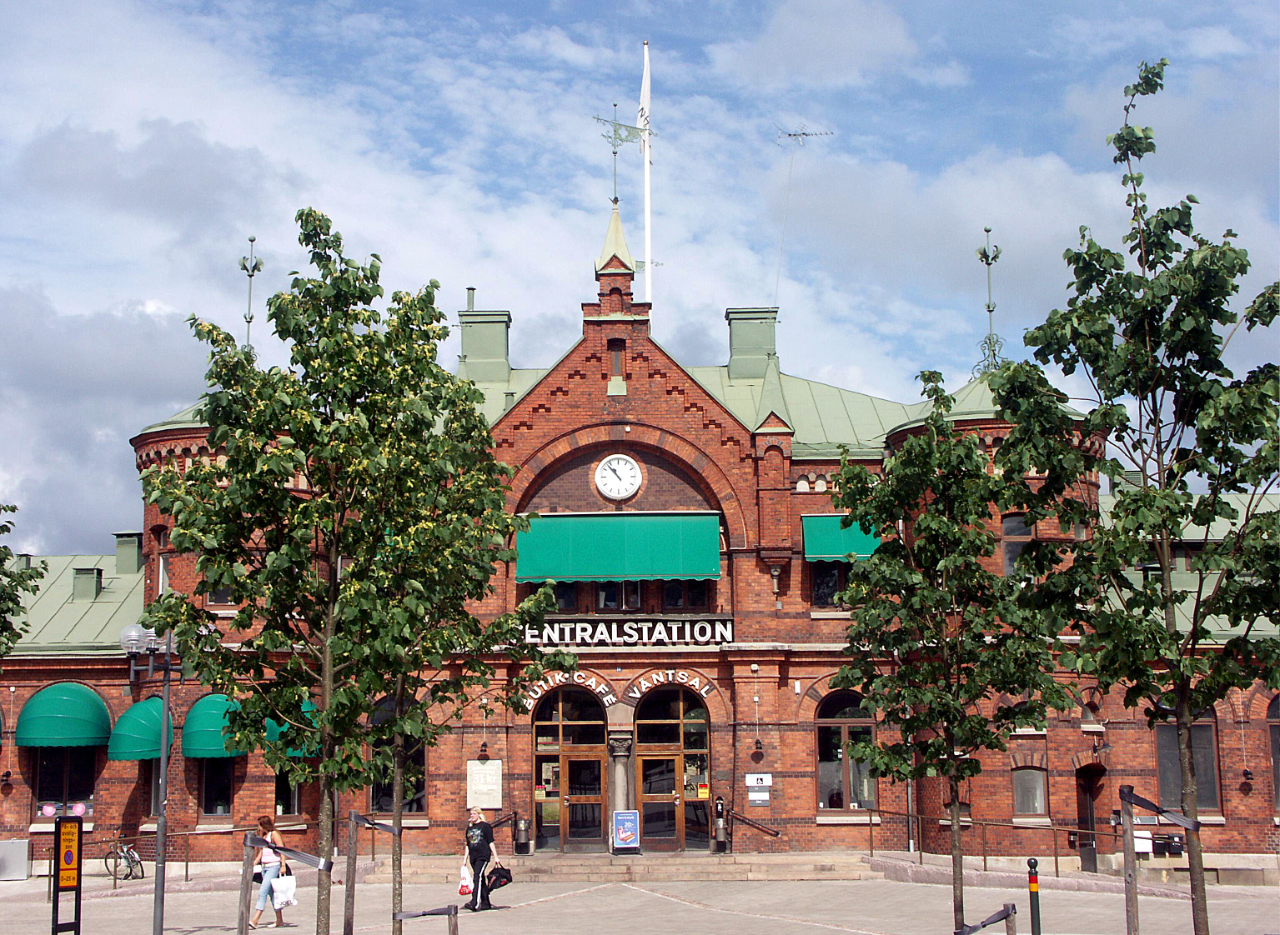
Вокзал Бурос-Центральный. Главный вход
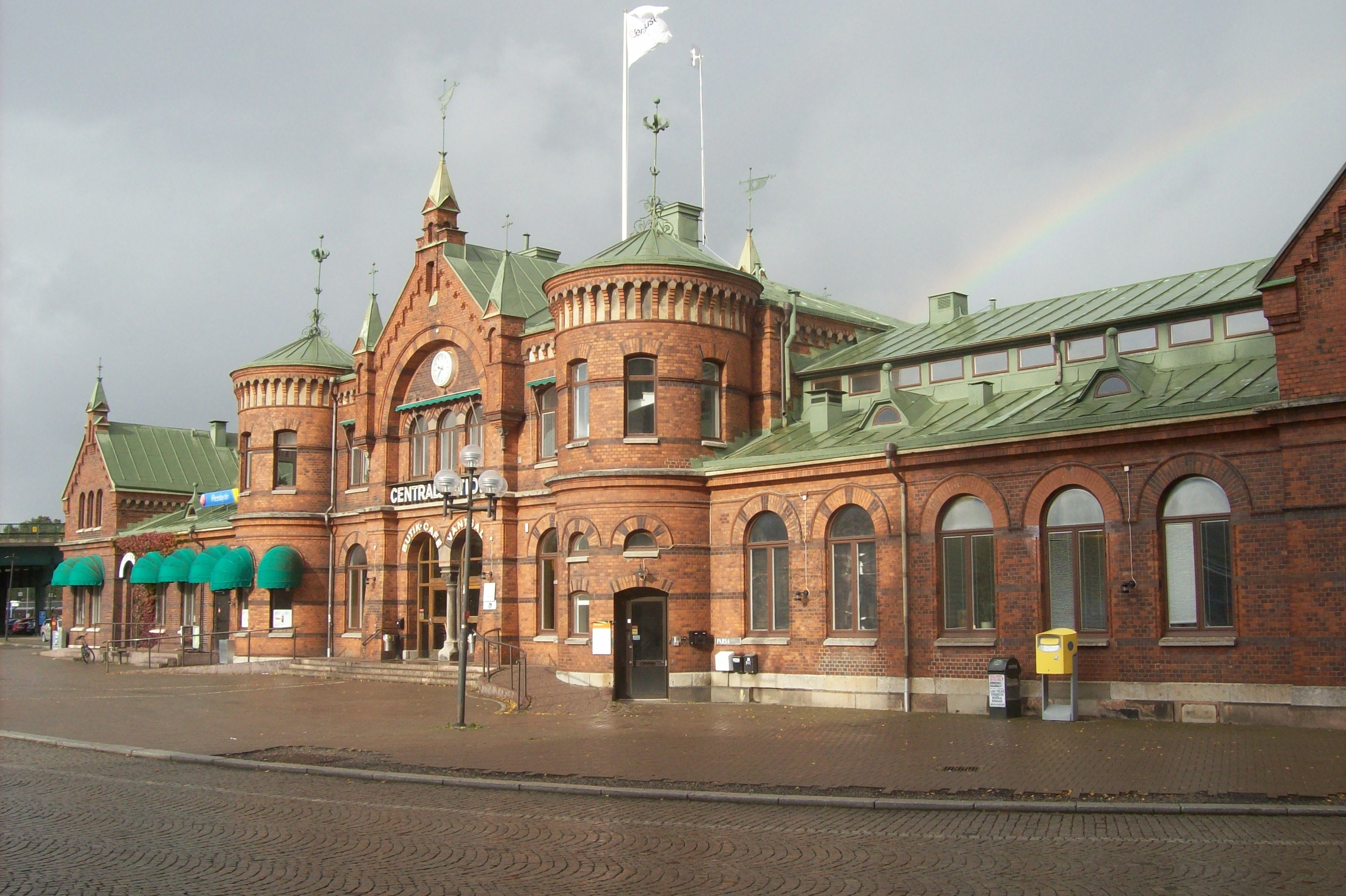
Вокзал Бурос-Центральный. Вид со стороны города
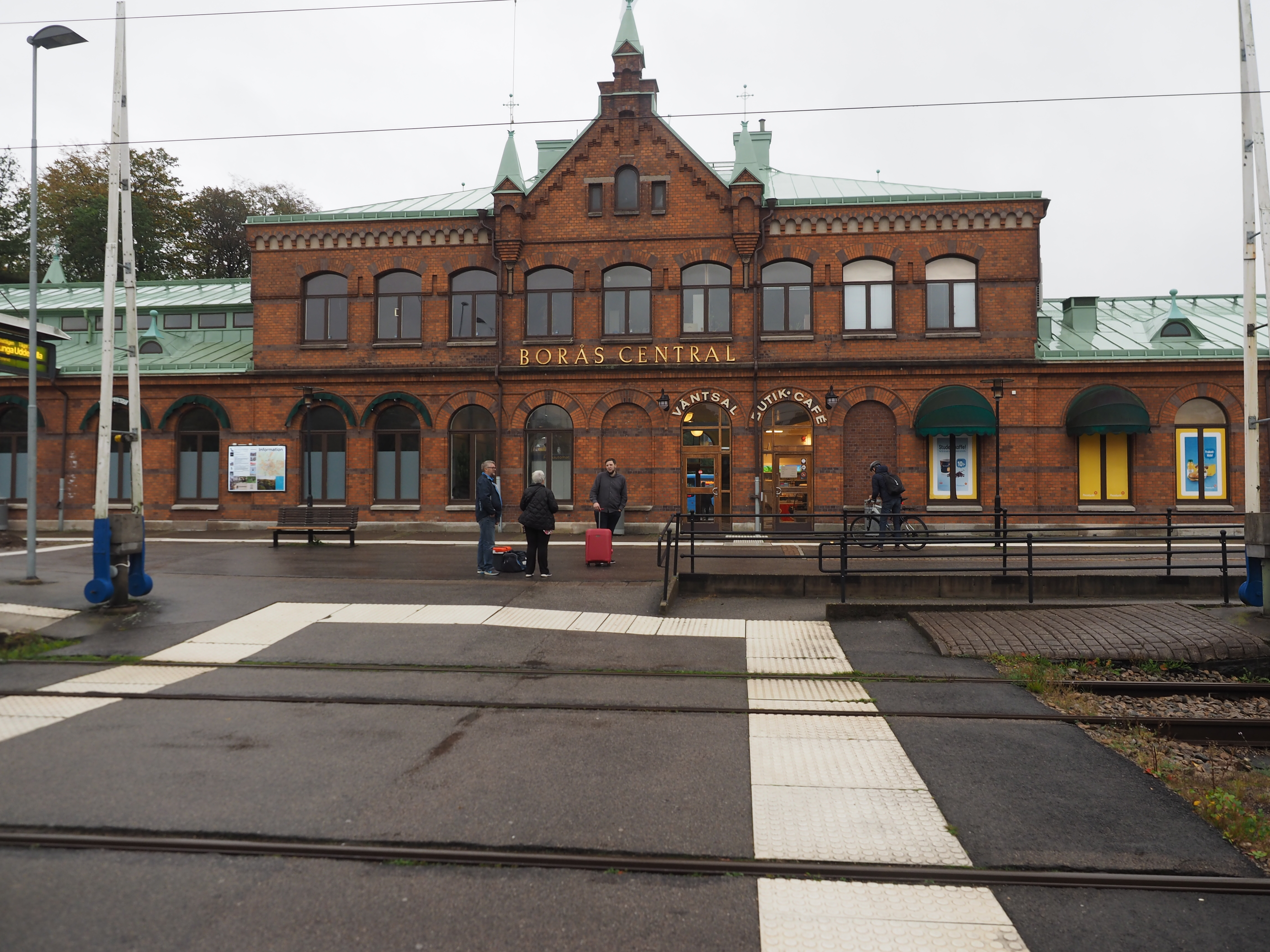
Вокзал Бурос-Центральный. Вид со стороны платформ
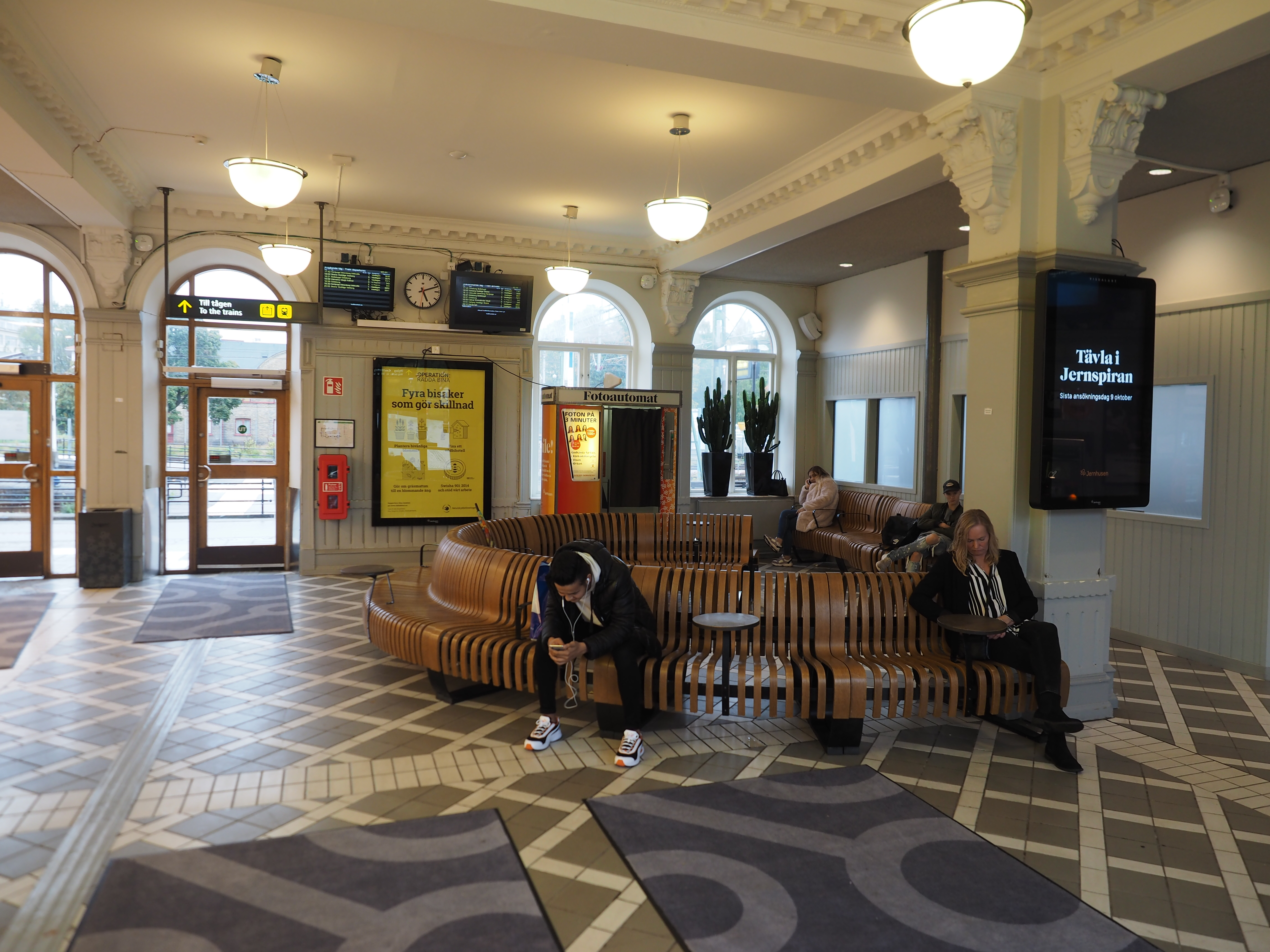
Вокзал Бурос-Центральный. Зал ожидания